# Richard Bell-Davies
Richard Bell-Davies (Kensington, 19 maggio 1886 – Gosport, 26 febbraio 1966) è stato un ammiraglio e aviatore britannico, decorato con la Victoria Cross durante la prima guerra mondiale. E considerato uno dei pionieri dell'aviazione navale britannica.

## Biografia

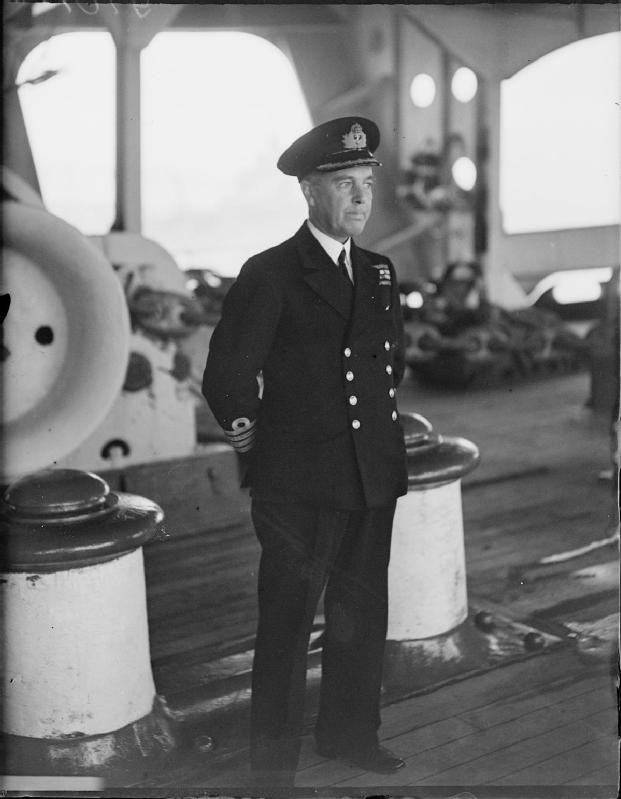
Il viceammiraglio Bell-Davies a bordo della portaerei Pretoria Castle.

Nacque al numero 3 di Fopstone Road, Kensington, Londra, il 19 maggio 1986, figlio di William e Mary Emma Beale. Rimasto orfano all'età di sei anni fu cresciuto dallo zio, il dottor Edwin Beale. Studiò al Bradfield College dal settembre 1899 all'aprile 1901 prima di arruolarsi nella Royal Navy (HMS Britannia) il 20 dello stesso mese e venendo quindi assegnato come cadetto sull'incrociatore protetto Diana. il 15 settembre 1902, prestando servizio nella Mediterranean Fleet. Entrato formalmente in servizio nel 1905, fu promosso tenente il 30 giugno 1908.
Durante le manovre estive della flotta nel 1910, vide il pilota Claude Grahame-White, pioniere dell'aviazione, sorvolare con un biplano Farman le navi a Mount's Bay e subito si appassionò al mondo dell'aviazione.
Qualche mese dopo, Frank MacLean si offrì di mettere due aeroplani a disposizione degli ufficiali di marina desiderosi di imparare a volare, ed egli fece domanda di ammissione al Royal Aero Club. Con la speranza di essere selezionato ufficialmente per l'istruzione dal pilotaggio, intraprese privatamente il primo corso di formazione presso la scuola di volo di Grahame White di Hendon, ricevendo il suo certificato n. 90 del Royal Aero Club il 19 maggio 1911.
Al suo rientro sulla nave, presentò formale domanda all'Ammiragliato per essere preso in considerazione come ufficiale pilota, per poi recarsi all'estero, in Cina, per prestarvi servizio. La sua domanda fu approvata nel novembre 1912 e fu richiamato in Inghilterra per iniziare il servizio di volo a Eastchurch.
Al termine del corso, fu nominato aiutante del comandante di Eastchurch, Charles Rumney Samson, e, il 10 luglio 1913, fu promosso comandante di volo nel Royal Flying Corps, Naval Wing. Alla fine del 1913, ricevette un ulteriore avanzamento a comandante di squadrone. Nel maggio 1914, fu invitato ad accompagnare un corpo di spedizione nella Somalia britannica, dove Mohammed Abdullah Hassan, detto il "Mullah Pazzo", continuava a molestare le forze governative, ma tornò presto a Eastchurch.
Dopo lo scoppio della prima guerra mondiale, rimase con Samson quando quest'ultimo formò uno squadrone mobile e, il 27 agosto 1914, fu uno dei dieci piloti che volarono con l'unità a Ostenda, in Belgio.  Questa unità, che presto avrebbe preso il nome di No.3 RNAS Squadron, fu incaricata del supporto aereo dei Royal Marines. Durante la prima battaglia di Ypres, che durò dal 19 ottobre al 22 novembre 1914, gli aerei del RNAS effettuarono missioni di ricognizione per l'esercito. Durante queste egli attaccò gli aerei tedeschi in aria in tre occasioni separate, ma tutti riuscirono ad atterrare dietro le proprie linee.
Il 23 gennaio 1915, pilotando un Farman (n. 1241), con un osservatore, partì con un carico completo di bombe Hales da 20 libbre per attaccare un sommergibile ancorato nel porto di Zeebrugge. Il suo aereo fu sottoposto a un pesante fuoco antiaereo ed egli fu colpito da una scheggia alla gamba destra. Nonostante il dolore e la perdita di sangue, attraversò la costa e sganciò le sue bombe su Zeebrugge. Ritornò a Dunkerque, atterrò e stilò il suo rapporto, venendo quindi poi evacuato in Inghilterra per farsi medicare le ferite. Le sue numerose imprese nei tre mesi precedenti, culminate nella sortita di Zeebrugge, portarono al conferimento del Distinguished Service Order a lui e a Richard Peirse il 9 aprile 1915.
Mentre si riprendeva, il suo squadrone fu ritirato da Dunkerque a Dover, dove iniziò i preparativi per un trasferimento nel teatro di guerra del Mediterraneo, a supporto dello sbarco alleato nei Dardanelli. Raggiunto il proprio reparto a Dover, nell'aprile del 1915 lo squadrone arrivò a Tenedo e da qui partecipò a un'offensiva contro i turchi, eseguendo ricognizioni tattiche e una serie di missioni di bombardamento. Si trasferì poi a Imbro nel mese di agosto e fornì copertura aerea per lo sbarco dell'ANZAC nella baia di Suvla, e trasportò Martin Dunbar-Nasmith e altri capitani di sommergibili in ricognizione sui Dardanelli; alla fine di ottobre il suo reparto divenne praticamente un'unità da bombardamento a lungo raggio, nel tentativo di tagliare le vie di rifornimento turche.
Nel mese di ottobre 1915 si schiantò al largo di Imbro dopo un bombardamento su trasporti turchi, ma fu recuperato da un peschereccio. Il 10 novembre 1915, durante la sua prima missione, bombardò la linea ferroviaria alla stazione di Uzun Kepri, vicino al ponte ferroviario sul fiume Maritsa.
Il 19 novembre 1915 decollò su un Nieuport 10, insieme all'altro pilota, sottotenente Gilbert Smylie, per effettuare un attacco aereo allo snodo ferroviario di Ferrijik, in Bulgaria. Il velivolo di Smylie fu colpito da un fuoco contraereo molto intenso e abbattuto. Il pilota planò sopra la stazione, sganciò tutte le sue bombe tranne una, che non cadde, sull'obiettivo da una quota molto bassa, e da lì toccò terra in una palude. Atterrando, vide l'unica bomba inesplosa e diede fuoco al suo velivolo, sapendo che la bomba ne avrebbe assicurato la distruzione. Proseguì quindi verso il territorio turco. In quel momento Smylie vide il suo compagno di volo che stava scendendo e, temendo che si avvicinasse al velivolo in fiamme e rischiasse così la distruzione a causa della bomba, tornò indietro e da breve distanza fece esplodere la bomba con un colpo di pistola. Davies scese a distanza di sicurezza dall'aereo in fiamme, caricò a bordo il Smylie, che si infilò tra la fusoliera e il posto di pilotaggio, nonostante l'avvicinarsi di un gruppo nemico, e tornò all'aeroporto di partenza. Al loro arrivo Smylie era così incastrato tra i comandi che ci vollero due ore per liberarlo.
Il comandante Samson raccomandò Davies per l'assegnazione della Victoria Cross, che fu conferita, pubblicata sulla London Gazette, il 31 dicembre 1915. Il 1° gennaio 1916 fu promosso a Wing Commander e gli fu assegnato il comando delle basi aeronavali nell'Inghilterra settentrionale: Killingholme, Redcar, Scarborough e Whitley Bay. Per il suo servizio a Gallipoli il 14 marzo 1916 ebbe la menzione nei dispacci.
All'inizio di giugno del 1916, ricevette la notizia che il No.3 RNAS Squadron, sarebbe stato ricostituito per servire in Francia come nucleo della prima formazione britannica di bombardamento strategico. Formato a Manston, nel Kent, il nuovo No.3 RNAS Squadron era al comando dal capitano W.L. Elder, ed egli fu nominato capo delle operazioni di volo. La maggior parte degli equipaggi era di origine canadese, mentre l'equipaggiamento originariamente previsto era di 20 Sopwith 1½ Strutter biposto e 15 bombardieri Short. Per il resto del 1916 la sua unità fu coinvolta in diverse missioni di bombardamento su obiettivi industriali tedeschi.
Nel gennaio del 1917 lasciò il No.3 RNAS Squadron e tornò in Inghilterra, dove il 10 gennaio ricevette un nuovo incarico come ufficiale di volo senior a bordo della nave portaerei Campania. Il suo successivo servizio, nel 1917-1918, fu quasi esclusivamente dedicato a dimostrare la fattibilità dell'imbarco di aerei a bordo di navi militari marittime, comprese le prove di decollo e atterraggio sulle portaerei. Nel luglio del 1918, fu uno degli organizzatori del vittorioso attacco ai depositi di dirigibili di Tondern da parte dei Sopwith Camel 2F.1 della Furious. Nello stesso anno gli fu conferita l'Air Force Cross.
Dopo la firma dell'armistizio di Compiègne, decise di rimanere in servizio nella Royal Navy e il 7 maggio 1919 rinunciò al suo incarico nella Royal Air Force per imbarcarsi sull'incrociatore da battaglia Lion. Promosso capitano di corvetta il 31 dicembre 1919, si sposò nel settembre 1920 e iniziò una collaborazione a vita con le questioni aeronavali. Il 3 febbraio 1920 fu nominato ufficiale esecutivo a bordo della portaerei Eagle, passando con lo stesso incarico, l'8 aprile 1924, a bordo della nave da battaglia Ramillies.
Fu promosso captain il 31 dicembre 1926; comandò in successione gli incrociatori pesanti Frobisher (21 settembre 1928-4 aprile 1929), London (aprile 1929-ottobre 1930), e Cornwall (1 gennaio 1933-settembre 1935) quest'ultimo appartenente alla stazione navale britannica in Cina (China Station). Nel periodo 1930-1931 fu "ufficiale di collegamento aereo" presso il Ministero dell'Aeronautica, tra il febbraio 1936 e l'aprile 1938 fu comandante della caserma della Royal Navy di Devonport, e tra 20 febbraio 1936 e il 14 aprile 1938 della nave deposito Drake. Nel settembre 1939, allo scoppio della seconda guerra mondiale, era stato promosso al grado di contrammiraglio, posto al comando di tutte le basi aeronavali del Regno Unito, e il 29 maggio 1941 fu promosso al rango di viceammiraglio.
Sei mesi dopo, si ritirò dal servizio attivo ma ritornò quasi subito al servizio nella Royal Naval Reservee come commodoro sui convogli navali. Nel marzo del 1942 era al comando della portaerei di scorta Dasher, e poi comandò la portaerei di scorta Pretoria Castle. Si congedò definitivamente nel 1944.
Il 26 febbraio 1966 si spense presso il Royal Naval Hospital di Haslar, Gosport, Hampshire. Fu cremato allo Swaythling Crematorium di Southampton e le sue ceneri furono disperse in mare al largo di Knob Tower, sempre a Southampton. Il suo gruppo di medaglie, compresa la Victoria Cross, è esposto al Fleet Air Arm Museum di Yeovilton, Somerset.

## Onorificenze
CB (1939)  Medaglia del Giubileo 1935;   Ordine di Michele il Coraggioso (Romania).

### Annotazioni
1. ↑  Gilbert Smylie ricevette la Distinguished Service Cross per il suo coraggio.
2. ↑  Si trattava della basi di Lee-on-Solent, Hants (HMS Daedalus), Ford, Sussex (HMS Peregrine), Worthy Down, Hants (HMS Kestrel), Donibristle, Fife (HMS Merlin) e alle Bermuda (HMS Malabar)

### Fonti
1. 1 2 3 4 5 6 7 8 9 10 11 12 13 14 15 16 17 18 19 20 21 22 23 24 25 26 27 28 29 30  Victoria Cross Online.
2. 1 2 3 4 5 6 7 8 9 10 11 12 13 14 15 16 17 18 19 20 21 22 23 24  VC & GC.
3. 1 2 3 4 5 6 7 8 9  Navywings.
4. 1 2 3 4 5  Dreadnoughtproject.
5. 1 2  Raleigh, Jones 1922, p. 371-376.
6. 1 2  Raleigh, Jones 1922, p. 392-393.
7. ↑  Galdorisi, Phillips 2010, p. 5-6.
8. ↑  (EN) The London Gazette (PDF), n. 29507, 14 March 1916.
9. ↑  (EN) The London Gazette (PDF), n. 31401, 13 June 1919.
10. ↑  (EN) The London Gazette (PDF), n. 29423, 1º January 1916.
11. ↑  Hertsatwar.
12. ↑  (EN) The London Gazette (PDF), n. 29123, 9 April 1915.
13. ↑  (EN) The London Gazette (PDF), n. 31592, 7 October 1919.
14. ↑  (EN) The London Gazette (PDF), n. 31519, 22 August 1919.